# Delta Ursae Majoris
Delta Ursae Majoris (Megrez, Kaffa, 69 Ursae Majoris) é uma estrela na direção da constelação de Ursa Major. Possui uma ascensão reta de 12h 15m 25.45s e uma declinação de +57° 01′ 57.4″. Sua magnitude aparente é igual a 3.32. Considerando sua distância de 81 anos-luz em relação à Terra, sua magnitude absoluta é igual a 1.33. Pertence à classe espectral A3Vvar.